# Natie (bedrijf)
Volgens het Woordenboek der Nederlandsche Taal is natie een Zuid-Nederlandse term voor een corporatie of gilde; zo werden in 1421 in Brussel de verschillende ambachten gegroepeerd in negen "natiën". In de Antwerpse haven zijn "naties" of natiebedrijven vennootschappen, oorspronkelijk verenigingen met gildenstempel, die de behandeling en het vervoer van de goederen tussen de kade en de magazijnen of pakhuizen verzorgden. Het laden en lossen van de schepen zelf was het domein van de stouwerijen. In Nederland worden dergelijke ondernemingen met de naam veem aangeduid.
Naties waren vennootschappen met een coöperatieve structuur. De aandeelhouders van een natie waren de natiebazen; een natiebaas stond aan het hoofd van een ploeg havenarbeiders (natiegasten) die hij, of zijn afgevaardigde, elke dag in het aanwervingslokaal (het "kot") ging ronselen. De bestuurders van de naties noemde men de natiedekens.
Tijdens de jaren van de Franse Revolutie werden gilden en naties door de Franse bezetters ontbonden, maar na de val van Napoleon opnieuw opgericht; als eerste in 1817 de Valkeniersnatie. Deze is in 2001 overgenomen door Katoen Natie, dat werd opgericht in 1854. De namen van de natiebedrijven verwijzen vaak naar het soort goederen waar ze zich op toelegden ("Tabaknatie", "Katoennatie", "Wolnatie", "Chocoladenatie"...) of naar de regio waar ze handel mee dreven ("Amerika Natie", "Colombia Natie", "Riga Natie"...).
Aanvankelijk gebeurde het transport van de goederen met paarden en karren; de lange natiewagens met platte, lage bodem getrokken door zware trekpaarden (natiepaarden). 
Na de Tweede Wereldoorlog zijn de naties geëvolueerd naar volwaardige logistieke bedrijven die niet enkel in de haven actief zijn; hun activiteiten, al dan niet via dochtermaatschappijen, omvatten ook het laden en lossen van vrachtschepen (stouwerij), transport, opslag, expeditie, dedouanering enz., en dit zowel in binnen- als buitenland.
Sommige natiebedrijven zijn overgenomen door buitenlandse bedrijven (Hesse-Noord Natie (fusie van Hessenatie en Noord Natie) is onderdeel van de havengroep PSA uit Singapore), of hebben niet langer een aantal natiebazen als aandeelhouders (bv. Tabaknatie, het grootste opslag- en overslagbedrijf voor tabak ter wereld, werd in januari 2006 volledig door de familie Heyndrickx overgenomen). 
Een (niet limitatieve) lijst van naties die in de Antwerpse haven actief waren of zijn:
- ACVA Transport en Container Natie
- Amerika Natie
- Antigoon Natie
- Antwerpia Natie
- Brabo Natie
- Certex Natie
- Chocolade Natie
- Colombia Natie
- De Graanhandel, Beëdigde Meters en Wegers-Natie
- Durme-Natie
- Euro Natie
- Hessenatie (overgenomen door CMB, sinds 2002 als gefuseerde Hesse-Noord Natie (HNN) in handen van de Singaporese havengroep PSA)
- Hout-Natie De Eendracht
- Katoen Natie
- Koophandel Natie
- Kraan Natie
- Luik Natie
- Mexico-Natie (overgenomen door Katoen Natie)
- Molenbergnatie
- Nieuwe Hoop Natie
- Noordnatie (was vroeger de 2de grootste natie. Ging samen met Hessenatie in 2000).
- Nova Natie (voorheen Nieuwe Houtnatie)
- Oude Buildragers Natie
- Oude Markt Voerlieden Natie
- Riga Natie (overgenomen door Katoen Natie)
- Ruys-Natie
- Schelde-Natie
- Smits Simon Natie
- T.O.L. Natie
- Tabaknatie
- Trouw Natie & Stevedoring
- Valkeniersnatie (overgenomen door Katoen Natie)
- Waag-Natie
- Waeslantnatie
- Werf- en Vlasnatie (overgenomen door Katoen Natie)
- Wijngaard Natie
- Wol Natie
- Yzer Natie
- Zilversmidsnatie
- Zuidnatie